# グエン・クアン・ハイ (1997年生のサッカー選手)
グエン・クアン・ハイ（阮光海、ベトナム語：Nguyễn Quang Hải / 阮光海、1997年4月11日 - ）は、ベトナム出身のサッカー選手。リーグ・ドゥ・ポーFC所属。ベトナム代表。ポジションはMF。

## 代表歴
2017年6月13日、2019アジアカップ3次予選のホームで行われたヨルダン戦でA代表デビューを果たした。2017年9月5日に行われた同予選のアウェーでのカンボジア戦では、決勝点となる代表初得点を記録した。
2018年に行われたAFC U-23選手権では、得点ランキング2位となる5得点を挙げ、チームの決勝進出に大きく貢献した。